# فرودگاه شهری پری (آیداهو)
 فرودگاه شهری پری، آیداهو (به انگلیسی: Perry Municipal Airport (Iowa)) یک فرودگاه همگانی بهره‌برداری هوایی با کد یاتا PRO است که یک باند فرود بتن دارد و طول باند آن ۱۲۲۰ متر است. این فرودگاه در کشور ایالات متحده آمریکا قرار دارد و در ارتفاع ۳۰۹ متری از سطح دریا واقع شده است.